# Iphitrachelus
Iphitrachelus is een geslacht van vliesvleugelige insecten uit de familie Platygastridae.

## Soorten
- I. gracilis Masner, 1957
- I. lar Haliday, 1835